# Arcadia Lakes
Arcadia Lakes – miasto w Stanach Zjednoczonych, w stanie Karolina Południowa, w hrabstwie Richland.